# 옐로우 하우스
옐로우 하우스는 대한민국 인천광역시 미추홀구 숭의동 일대의 성매매 촌이다. 1960년대에 발전하였으나, 2012년에 들어서 철거를 진행하고 있다.